# Alan Fitzsimmons
Alan Fitzsimmons est un astronome britannique.

## Biographie
Le Centre des planètes mineures le crédite de la découverte de seize astéroïdes numérotés, effectuée entre 1993 et 2002, dont dix avec la collaboration d'autres astronomes : Simon Collander-Brown, Michael J. Irwin, Donal O'Ceallaigh et Iwan Williams.
L'astéroïde (4985) Fitzsimmons lui est dédié,.
| (15788) 1993 SB,         | 16 septembre 1993 |
| (15789) 1993 SC,         | 17 septembre 1993 |
| (19255) 1994 VK8,        | 8 novembre 1994   |
| (19299) 1996 SZ4,        | 16 septembre 1996 |
| (114156) Eamonlittle     | 4 novembre 2002   |
| (143048) Margaretpenston | 2 novembre 2002   |
| (158589) Snodgrass       | 23 juin 2002      |
| (179595) Belkovich       | 22 juin 2002      |
| (316741) Janefletcher    | 17 novembre 1988  |
| (332849) 2010 HS56       | 23 mai 2002       |
| (343921) 2011 KB1        | 1er novembre 2002 |
| (369989) 1998 WH44       | 17 novembre 1998  |
| (376111) 2010 XY12       | 4 novembre 2002   |
| (382072) 2011 FD6        | 18 novembre 1998  |
| (422197) 2014 RT43       | 20 juin 2002      |
| (523965) 1998 XY95       | 12 décembre 1998  |